# Tooro
Tooro (o Toro) era la regió poblada pels toorobe o torobe, la classe noble dirigent dels tuculors. El país de Tooro estava a la vora del riu Senegal i si bé es donava més específicament a la part occidental (que després va formar el cercle de Tooro capital Njum) la població toorobe estava estesa pel Laao (Law) i els dos petits estats de Irlabe (Yilaabe)i Hebiabe, i fins a Bosseya, a la part oriental.
Els francesos després d'incorporar Dimar (1858) van incorporar el Tooro al Futa occidental, i Damga i Ngenar a la part oriental el 1859.